# Helgafell
Helgafell lub Helgafjell (holy mountain – święta góra) – wygasły (ostatnia erupcja ok. 6000 lat temu) wulkan (73 m n.p.m.) położony na islandzkiej wyspie Heimaey w pobliżu aktywnego wulkanu Eldfell.

## Linki zewnętrzne

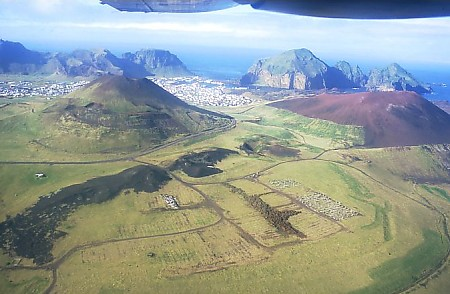
Helgafell